# دختری که می‌سوخت (ترانه)
«دختری که می‌سوخت» (به انگلیسی: Girl on Fire) تک‌آهنگی از هنرمند اهل ایالات متحده آمریکا آلیشا کیز است که در ۴ سپتامبر ۲۰۱۲ منتشر شد.
این تک‌آهنگ در چارت‌های ، اتریش در رتبه اول و در چارت‌های کانادا، والونیا، اسکاتلند، فرانسه، آلمان، دانمارک، سوئیس، نیوزلند، بریتانیا، جزو ده ترانه اول قرار گرفت.